# Tỉnh của Nam Phi
Nam Phi hiện được chia thành 9 tỉnh. Trong một sự kiện quan trọng trước Tổng tuyển cử năm 1994, các Bantustan (khu cách li chủng tộc), đã được tái hợp nhất cùng với bốn tỉnh để rồi chia thành 9 tỉnh mới. Các tỉnh:
| Tỉnh          | Thủ phủ           | Thành phố lớn nhất | Diện tích (km²) | Dân số (ước tính năm 2010) | Mật độ dân số (trên km²) | HDI (2003) |
| ------------- | ----------------- | ------------------ | --------------- | -------------------------- | ------------------------ | ---------- |
| Đông Cape     | Bhisho            | Port Elizabeth     | 168.966         | 6.743.800                  | 39,9                     | 0,62       |
| Free State    | Bloemfontein      | Bloemfontein       | 129.825         | 2.824.500                  | 21,8                     | 0,67       |
| Gauteng       | Johannesburg      | Johannesburg       | 18.178          | 11.191.700                 | 615,7                    | 0,74       |
| KwaZulu-Natal | Pietermaritzburg² | Durban             | 94.361          | 10.645.400                 | 112,8                    | 0,63       |
| Limpopo       | Polokwane         | Polokwane          | 125.754         | 5.439.600                  | 43,3                     | 0,59       |
| Mpumalanga    | Nelspruit         | Nelspruit          | 76.495          | 3.617.600                  | 47,3                     | 0,65       |
| Tây Bắc       | Mafikeng          | Rustenburg         | 104.882         | 3.200.900                  | 30,5                     | 0,61       |
| Bắc Cape      | Kimberley         | Kimberley          | 372.889         | 1.103.900                  | 3,0                      | 0,69       |
| Tây Cape¹     | Cape Town         | Cape Town          | 129.462         | 5.223.900                  | 40,4                     | 0,77       |

1. Quần đảo Prince Edward (diện tích (335 km², không có cư dân thường trú), một lãnh thổ của Nam Phi nằm ở khu vực cận Nam cực thuộc Ấn Độ Dương là một phần của Tây Cape vì mục đích pháp lý, nhưng không được gộp vào tỉnh này cho mục đích thống kê.
2. Pietermaritzburg và Ulundi từng là các thủ phủ chung của tỉnh KwaZulu-Natal từ năm 1994 tới năm 2004.